# 事故の歴史展示コーナー
事故の歴史展示コーナー（じこのれきしてんじコーナー）は、東日本旅客鉄道（JR東日本）の（1）東京・大宮総合訓練センター内、（2）横浜支社ビル1階ロビーと横須賀線久里浜駅近くの総合訓練センター2階、（3）秋田支社秋田総合訓練センター、に設置されているコーナーである。

## 東京・大宮総合訓練センター内
利用者や係員の死傷に至った重大事故の歴史を展示し、訓練生や見学者にその悲惨さを実感し、教訓を理解させることを目的とする。
2004年4月5日に設置された。
展示されている重大事故は次の通り。
- 1962年5月3日　三河島事故
- 1988年12月5日　東中野駅列車追突事故
- 1991年5月25日　日光線今市駅構内　出発信号機を確認せず発車、安全側線に侵入脱線
- 1992年6月28日　東海道線来宮駅構内　隣接線の出発信号機を見て発車、列車衝突
- 1993年7月21日　山手線東京、神田駅間　信号機故障の原因調査中、限界内に立ち入り触車死亡1
- 1996年10月13日　東北本線宇都宮駅構内　手歯止め撤去を失念、入換え車両が脱線
- 1997年9月10日　京浜東北線蕨駅構内　横取装置撤去を失念、回送列車が通過
- 1997年10月12日　大月駅列車衝突事故
- 1998年8月27日　東北本線黒田原、豊原駅間　経験雨量を遙かに超える集中豪雨で盛り土が崩壊
- 1999年2月21日　山手貨物線大崎、恵比寿駅間　列車運行状況を確認せず線路内に立ち入り5名触車死亡
- 2001年8月22日　東北本線浦和、大宮駅間　線閉の着手承認を受けずトロッコを載線、列車が衝突

## 横浜支社ビル1階と横須賀線久里浜駅近くの総合訓練センター2階
横浜支社管内や他支社で過去に発生した重大事故とその後の安全対策その他を展示し、事故防止の大切さと安全ルールへの理解を深め、社員の安全意識高揚を図るものである。
管内の3大事故である関東大震災の根府川駅列車転落事故（1923年9月）、桜木町駅列車火災事故（1951年4月）、鶴見列車衝突事故（1963年11月）の3件をとりあげ、B1サイズのパネル3枚で事故の概要と原因、その後の安全対策などを詳しく解説する。
将来は、JR発足後に発生した管内の重大事故をはじめ、ATSと風対策その他、各種安全対策のきっかけとなった事故と対策の変遷も展示する予定。可能な場合は、関係者の証言と当時の新聞記事、写真その他もとりいれる。また設備その他に関する関心を深めるため、焼損した信号ケーブルと電留線で破損した手歯止、溶断したトロリー線、亀裂のはいったレールなど、事故の原因となった実物の部品その他も随時展示してゆく。

## 秋田総合訓練センター内
2007年5月14日に開設された。パネル11枚の展示では、過去の鉄道運転事故のうち秋田支社関係の鉄道運転事故3件、およびそれにつながる恐れのあった事象7件を取り上げ、それぞれについて概況、原因、写真、略図、対策その他の項目で説明し、このほかに社員、作業員の死亡災害事故を記したパネルを展示する。
全社員（3000人）の「安全への思い」のコメント（25字以内、顔写真付き）が掲出されたコーナーもある。
秋田支社では、社員の安全意識の向上などに役立ててゆきたいとしている。